# Giulia Colaizzi
Giulia Colaizzi es una teórica postestructuralista y feminista del cine y la literatura, catedrática de Comunicación Audiovisual y Publicidad en el Departamento de Teoría de los Lenguajes y Ciencias de la Comunicación de la Universitat de València.

## Biografía
Giulia Colaizzi es catedrática y docente en la Universitat de València y miembro del Institut Universitari d’Estudis de la Dona en la misma institución. Cofundadora y miembro del consejo asesor de la colección «Feminismos» de la editorial Cátedra, que recoge un conjunto importante de textos clásicos de teoría feminista. Es investigadora principal del grupo «Interculturalidad, Biopolítica y Tecnologías de Género» (IbiTec) y codirectora de EU-topías. Revista de interculturalidad, comunicación y estudios europeos.
Giulia Colaizzi ha escrito sobre feminismo, literatura y cine desde los años 1990, durante el auge del ciberfeminismo que seguía la influencia de autores como Donna Haraway. Su trabajo Feminismo y Teoría Fílmica de 1995 supuso la inauguración en el estado español de los estudios sobre las políticas de la representación, el género y las sexualidades.
La importancia de su figura en la producción intelectual feminista en el estado español lleva a una reedición de textos que la autora había publicado a lo largo de su trayectoria, editados bajo el título Género y representación. Postestructuralismo y crisis de la modernidad (Madrid: Biblioteca Nueva, 2006).

## Perspectiva feminista e imaginarios colectivos
Desde los estudios del discurso, Colaizzi se sustenta en Hans Magnus Ernzensberger y Gayatri Spivak para afirmar que la neutralidad no es posible y, por tanto, evidencia su propia toma de postura (el feminismo) y la benignidad de adoptar múltiples puntos de vista. Asumiendo que la ideología forma parte de todo producto cultural, la autora sostiene que la mejor manera de construir un proyecto crítico no puede buscar la verdad absoluta sino analizar «los modos de fabricación de la verdad, de la apariencia de verdad de cada imagen o enunciado (...), los mecanismos de inclusión/exclusión del discurso (...), los juegos de poder que dan a un enunciado esa apariencia de verdad». Desde la mirada crítica del postestructuralismo, Colaizzi sostiene que sus ensayos son fragmentarios y dispersos, sin pretensión de construir un conocimiento absoluto y totalitario.
Para Giulia Colaizzi, el cine y la literatura son tecnologías del imaginario colectivo, en el sentido de que no mimetizan la realidad sino que dialogan con ella y construyen imágenes que no pueden ser neutrales y que definen el lugar político de los sujetos. Así, a partir del análisis comparado de, por ejemplo, Dora: un caso de histeria (Sigmund Freud) y Cumbres borrascosas (Emily Brontë), la autora detecta las diferentes maneras de interpelar objetos y sujetos marcados por el género en la ficción. Según Colaizzi, los discursos presentes en las dos obras difieren, fundamentalmente, en el hecho de que el de Freud es un discurso monologuista y diagnóstico, marcando la escisión con el objeto a conocer, marcado por la condición femenina. En cambio, en la obra de Brönte hay una imposibilidad de tener un sujeto unívoco, consistente, que no atraviesa los objetos que mira. Y, además, permite la aparición de lo que Colaizzi considera hasta entonces ausente, una posición de sujeto mujer que ejerce de autora en la producción del conocimiento y del discurso. 

## Publicaciones de la autora
- La pasión del significante. Teoría del género y cultura visual. Madrid: Biblioteca Nueva, 2007.
- Género y representación. Postestructuralismo y crisis de la modernidad. Madrid: Biblioteca Nueva, 2006.
- El No-Sujeto Mujer: Representación y Tecnología. Capítol a Género, ciudadanía y sujeto politico. En torno a las políticas de igualdad, Neus Campillo (coord.). Valencia: Institut Universitari d'Estudis de la Dona, 2002.
- Yo es Otr@. Capítol a Negociaciones para una política dialógica, Susana Díaz (ed.), Madrid: Biblioteca Nueva, 2002 (coautora con Jenaro Talens).
- Mujeres y Cine., en el número monográfico de Lectora. Revista de dones i textualitat, 7, Universitat Autònoma de Barcelona, 2001.
- El Acto Cinematográfico, en Lectora. Revista de dones i textualitat, 7, Universitat Autònoma de Barcelona, 2001.
- Cine/Tecnología: Montaje y Desmontaje del Cuerpo, capítulo en Aun y más allá: mujeres y discursos, Sonia Mattalia i Nuria Girona (eds.). Caracas: Ed. Ex-cultura, 2001.
- Camp, en Lectora. Revista de dones i textualitat, 5-6, Universitat Autònoma de Barcelona, 2000.
- Camp: Travestimento e Identita, capítulo en Cinema e moda. Macchine di senso, P. Calefato (ed.). Milán: Costa & Nolan, 1999.
- Postestructuralismo y Crisis de la Modernidad. Introducción al feminismo como teoría del discurso., Universitat de València, 1998.
- Cuerpos Reales/Sujetos Virtuales, capítulo en Crítica cultural y creación artistica, J. Miguel Cortés (ed.). Valencia: Direcció General de Promoció Cultural, 1998.
- Sobre el Efecto-Mujer, en Mar de fondo. Valencia: Generalitat Valenciana, 1998.
- From reality to Virtuality. From Global Village to Pop Mart, en Cahier # 7. Rotterdarn i Düsseldorf: Witte de With /Richter Verlag, 1998.
- Leer/escribir/contar la imagen: tres miradas al cine, en La conjura del olvido: escritura y feminismo, Nieves Ibeas, María Ángeles Millán (eds.). Barcelona: Icaria, 1997.
- Entre Mito y Habla: Literatura, Cuerpo y Deseo en la Construcción del Sujeto Moderno, capítulo en Done i literatura: Present i futur., Montserrat Palau (ed.). Tarragona: Universitat Rovira i Virgili, 1997.
- The Pleasure of the (Inter) Text: Cinco by Teresa Garbí, a Continental, Latin-American and Francophone Women Writers. Vol IV. Ladham, N.C.: University Press of America, 1997.
- Del Woman's Film al Cine de Mujeres como Crítica de la Representación, en 5610 para tus ojos: el factor feminista en el arte visual. San Sebastián: Diputación Foral de Guipúzcoa, 1997.
- De la Aldea Global al Circuito Integrado: Reflexiones sobre una Política para Cyborgs, en Globalización y fragmentación del mundo contemporáneo, Francisco Jarauta (ed.). San Sebastián: Diputación Foral de Gipuzkoa/ Arteleku, 1997.
- Género y Tecnología(s). De la Voz Femenina a la Estilización del Cuerpo, en Revista de Occidente, 190, 1997.
- Scrittura e abiezione: il corpo ciborghesco in La casa dell'incesto di Anaïs Nin, capítulo en Scritture/Visioni. Percorsi femminili della discorsivitá, Patrizia Calefato (ed.). Bari: Edizioni dal Sud, 1996.
- The Cyborguesque: Subjectivity in the Electronic Age. Valencia: Episteme, 1995.
- Feminismo y Teoría Fílmica (edición e introducción del volumen). València: Episteme, 1995.
- "El cuerpo ciborguesco o del grotesco tecnológico", en Bajtin y la literatura, José Romera Castillo et alii (eds.). Madrid: Visor, 1995.